# Festival Casals de Puerto Rico
El Festival Casals de Puerto Rico es un festival de música clásica que 
se celebra cada año desde 1957 en San Juan. Fue fundado por el famoso chelista, director de orquesta y compositor Pablo Casals. En el 2006 el Festival Casals celebró su 50ma temporada.

## Historia
Pablo Casals visitó Puerto Rico en 1955 y 1956. En 1957 se mudó a la Isla y fundó el prestigioso evento musical que lleva su nombre. El concierto inaugural del festival se llevó a cabo la noche del 22 de abril de 1957 en el teatro de la Universidad de Puerto Rico. El programa comenzó sin que Casals pudiera ejecutar la Suite para violonchelo n.º 3 en do mayor, BWV 1009 de Johann Sebastian Bach, pues el maestro sufrió un ataque al corazón mientras ensayaba con la orquesta para el concierto de apertura. Una silla vacía en el puesto del director presidió la orquesta durante el resto del festival. 
Por dieciocho años, el maestro Casals estuvo a la cabeza del festival compartiendo su música con el mundo hasta su muerte en 1973. En los años que lleva celebrándose el festival han visitado Puerto Rico numerosos artistas internacionales, originalmente atraídos por el carisma del maestro Casals y luego por el prestigio y la reputación internacional que el festival adquirió vertiginosamente. Comenzando con el pianista Rudolf Serkin en la primera edición de 1957.
Con la muerte del maestro Casals en 1973, la responsabillidad del programa recayó sobre su viuda, Marta Casals, como presidenta de un comité asesor musical. Algunos de los grandes directores de orquesta que han participado en el festival son: Mstislav Rostropovich, Leonard Bernstein, Zubin Mehta, Eugene Ormandy, Sir John Barbirolli, Yehudi Menuhin y Krzysztof Penderecki, entre muchos otros.
En sus inicios, la orquesta del festival estaba formada por músicos contratados especialmente para el evento, mayormente de los Estados Unidos, con muy poca participación de músicos locales. Entre estos, el pianista Jesús María Sanromá, el violinista Henry Hutchinson, padre, el clavecinista Fernando Valenti y los hermanos Figueroa, violinistas miembros de una muy conocida familia musical de Puerto Rico. Para la década de 1970 ya la mayoría de los músicos participantes eran puertorriqueños. Igual proceso se repitió con la Orquesta Sinfónica de Puerto Rico, fundada por Casals en el 1958.
Actualmente el festival es administrado por la Corporación de las Artes Musicales, dependiente del Gobierno de Puerto Rico Archivado el 28 de octubre de 2007 en Wayback Machine..